# Sellye
Sellye là một thành phố thuộc hạt Baranya, Hungary. Thành phố này có diện tích 25,18 km², dân số năm 2010 là 2786 người, mật độ 111 người/km².